# Operacja Suslina
Operacja Suslina – operacja na rodzinie zbiorów indeksowanych elementami przestrzeni {\displaystyle {\mbox{Seq}},} tzn. przestrzeni wszystkich skończonych ciągów liczb naturalnych, szeroko wykorzystywana w opisowej teorii mnogości i kombinatoryce nieskończonej. Operacja wprowadzona została przez rosyjskiego matematyka Pawła Aleksandrowa, jednak nazwa pojęcia pochodzi od nazwiska Michaiła Suslina, który również zajmował się tą tematyką.

## Konstrukcja
Niech {\displaystyle {\mbox{Seq}}} oznacza rodzinę wszystkich skończonych ciągów liczb naturalnych oraz niech {\displaystyle \{A_{s}\colon \,s\in {\mbox{Seq}}\}} będzie dowolną rodzinę zbiorów indeksowaną elementami przestrzeni {\displaystyle {\mbox{Seq}}.} Zbiór
{\displaystyle {\mathcal {A}}\{A_{s}\colon \,s\in {\mbox{Seq}}\}:=\bigcup _{a\in \omega ^{\omega }}\bigcap _{n=0}^{\infty }A_{a\upharpoonright n}}
nazywa się zbiorem wynikowym operacji Suslina na rodzinie {\displaystyle \{A_{s}\colon \,s\in {\mbox{Seq}}\}.} W powyższym wzorze symbol {\displaystyle \omega ^{\omega }} oznacza
przestrzeń Baire’a wszystkich nieskończonych ciągów liczb naturalnych. Dla {\displaystyle a=(a_{0},a_{1},a_{2},\dots )\in \omega ^{\omega }} symbol {\displaystyle a\upharpoonright n} oznacza ciąg {\displaystyle (a_{0},a_{1},\dots ,a_{n-1}).}

## Przykładowe zastosowanie
Używając pojęcia operacji Suslina, można udowodnić, że podzbiór przestrzeni polskiej jest zbiorem analitycznym wtedy i tylko wtedy, gdy jest zbiorem wynikowym operacji Suslina na pewnej rodzinie domkniętych podzbiorów przestrzeni.